# Unione Sportiva Lecce 1929-1930
Questa pagina raccoglie i dati riguardanti l'Unione Sportiva Lecce nelle competizioni ufficiali della stagione 1929-1930.

## Stagione
Il Lecce nella stagione 1929-1930, sempre allenato dal confermato tecnico ungherese Ferenc Plemich, nel doppio ruolo di giocatore e allenatore, partecipa al primo campionato di Serie B a girone unico a 18 squadre, classificandosi al tredicesimo posto con 30 punti, gli stessi ottenuti dallo Spezia, entrambe sono così riuscite a staccare gli ultimi due posti utili per prendersi la salvezza e mantenere la categoria, ma con ben cinque punti di vantaggio sulle quattro retrocesse. I verdetti di questo primo torneo cadetto hanno promosso in Serie A il Casale con 49 punti, ed il Legano, secondo con 46 punti, mentre sono retrocesse in Prima Divisione la Biellese, la Reggiana, il Prato e la Fiumana.

## Divise
La maglia del Lecce 1929-1930.
| Casa |

## Rosa
| N. |                   | Ruolo | Calciatore        |
| -- | ----------------- | ----- | ----------------- |
|    | Italia (bandiera) | P     | Gustavo Varola    |
|    | Italia (bandiera) | P     | Giovanni Panetta  |
|    | Italia (bandiera) | P     | Italo Zamberletti |
|    | Italia (bandiera) | D     | Teresio Fortina   |
|    | Italia (bandiera) | D     | Romolo Bollea     |
|    | Italia (bandiera) | D     | Mario Miltone     |
|    | Italia (bandiera) | D     | Pierino Lavè      |
|    | Italia (bandiera) | D     | Giovanni Brezzi   |
|    | Italia (bandiera) | C     | Riccardo Mottola  |

| N. |                     | Ruolo | Calciatore         |
| -- | ------------------- | ----- | ------------------ |
|    | Italia (bandiera)   | C     | Edoardo Giannone   |
|    | Italia (bandiera)   | C     | Oscar Varola       |
|    | Ungheria (bandiera) | C     | Ferenc Plemich     |
|    | Italia (bandiera)   | C     | Carlo Pranzo       |
|    | Italia (bandiera)   | C     | Enrico Engel       |
|    | Italia (bandiera)   | A     | Domenico Locatelli |
|    | Italia (bandiera)   | A     | Marcello Pellarin  |
|    | Italia (bandiera)   | A     | Riccardo Tana      |
|    | Italia (bandiera)   | A     | Ariberto Abriani   |

## Risultati

### Serie B

#### Girone di andata
| Arbitro: | Quilleri (Brescia) |

|              |           |                       |
| Versaldi 20’ | Marcatori | 26’ Pellarin 32’ Tana |

| Arbitro: | Guarnieri (Milano) |

|                                    |           |           |
| V. Rizzi 65’ Cidri 80’ Aigotti 82’ | Marcatori | 19’ Engel |

| Arbitro: | Turriti (Firenze) |

|               |           |                         |
| Locatelli 20’ | Marcatori | 8’ Bertoli 80’ Mistrali |

| Arbitro: | Enrietti (Torino) |

|             |           |  |
| Ferrero 34’ | Marcatori |  |

| Arbitro: | Bruna (Venezia) |

|                         |           |                           |
| Querci 14’ Miliotti 16’ | Marcatori | 6’ Engel 51’ (aut.) Corti |

| Arbitro: | Gonani (Ravenna) |

|  |           |                       |
|  | Marcatori | 6’ Andrei 35’ Ghidoni |

| Lecce 17 novembre 1929 7ª giornata | Lecce                | 0 – 0 | La Dominante | Stadio Achille Starace\| Arbitro: \| Mastellari (Bologna) \| |
| Arbitro:                           | Mastellari (Bologna) |       |              |                                                              |

| Arbitro: | Magliulo (Livorno) |

|  |           |           |
|  | Marcatori | 80’ Engel |

| Arbitro: | Caironi (Milano) |

|               |           |  |
| Locatelli 22’ | Marcatori |  |

| Arbitro: | Ferro (Milano) |

|                           |           |  |
| Fortina 18’ Locatelli 25’ | Marcatori |  |

| Arbitro: | Dall'Era (Brescia) |

|                         |           |                       |
| Pilati 15’ Lombatti 72’ | Marcatori | 16’ Engel 80’ Fortina |

| Arbitro: | Malagodi (Ferrara) |

|                           |           |  |
| Abriani 59’ Locatelli 74’ | Marcatori |  |

| Fiume 12 gennaio 1930 13ª giornata | Fiumana             | 0 – 0 | Lecce | Stadio Cantrida\| Arbitro: \| Tassinari (Firenze) \| |
| Arbitro:                           | Tassinari (Firenze) |       |       |                                                      |

| Arbitro: | Scorzoni (Bologna) |

|                       |           |  |
| Fortina 30’ Engel 65’ | Marcatori |  |

| Arbitro: | U. Gama (Milano) |

|                               |           |               |
| E. Marini 40’, 42’ Gruppo 80’ | Marcatori | 57’ Locatelli |

| Arbitro: | Dani (Genova) |

|                                 |           |                     |
| Panzeri 4’, 82’ G. Cornolti 40’ | Marcatori | 28’ (aut.) Ceresoli |

| Arbitro: | Biancone (Roma) |

|             |           |                         |
| Abriani 52’ | Marcatori | 15’ Bonello 54’ Carrera |

#### Girone di ritorno
| Arbitro: | Sassi (Roma) |

|                      |           |  |
| Plemich 3’, 74’, 85’ | Marcatori |  |

| Lecce 9 marzo 1930 19ª giornata | Lecce             | 0 – 0 | Legnano | Stadio Achille Starace\| Arbitro: \| Biagini (Pistoia) \| |
| Arbitro:                        | Biagini (Pistoia) |       |         |                                                           |

| Arbitro: | Tassinari (Firenze) |

|             |           |  |
| Vaccari 62’ | Marcatori |  |

| Arbitro: | Guarnieri (Milano) |

|                             |           |  |
| Pellarin 6’, 55’ Brezzi 39’ | Marcatori |  |

| Arbitro: | De Crescenzo (Napoli) |

|                        |           |            |
| Tana 20’ Locatelli 79’ | Marcatori | 85’ Querci |

| Arbitro: | Sassi (Roma) |

|                                          |           |  |
| Girino 10’ Miltone 47’ (aut.) Andrei 83’ | Marcatori |  |

| Arbitro: | Corradini (Bologna) |

|                         |           |          |
| Grabbi 31’ Gianelli 71’ | Marcatori | 50’ Tana |

| Arbitro: | Mazzini (Bologna) |

|  |           |              |
|  | Marcatori | 41’ Bonesini |

| Arbitro: | Guarnieri (Milano) |

|                               |           |  |
| Bottaro 15’, 89’ Rastelli 34’ | Marcatori |  |

| Arbitro: | Mazzarini (Roma) |

|                |           |             |
| Baldinotti 25’ | Marcatori | 32’ Miltone |

| Lecce 25 maggio 1930 28ª giornata | Lecce            | 0 – 0 | Reggiana | Stadio Achille Starace\| Arbitro: \| Cugnini (Ancona) \| |
| Arbitro:                          | Cugnini (Ancona) |       |          |                                                          |

| Arbitro: | Bertoli (Vicenza) |

|                                            |           |             |
| Baccillieri 14’ R. Simonetti 83’ Saina 84’ | Marcatori | 57’ Abriani |

| Arbitro: | V. Biancone (Roma) |

|                                          |           |             |
| Fortina 14’, 60’, 65’ Miltone 26’ (rig.) | Marcatori | 72’ Zuliani |

| Arbitro: | Zaffiri (Genova) |

|                             |           |             |
| Ticozzelli 23’ Demarchi 67’ | Marcatori | 15’ Fortina |

| Arbitro: | Marchi (Bologna) |

|                                |           |         |
| Miltone 20’ (rig.) Fortina 22’ | Marcatori | 9’ Tibi |

| Arbitro: | Tassinari (Firenze) |

|           |           |                  |
| Engel 30’ | Marcatori | 43’ F. Simonetti |

| Arbitro: | Lupini (Bergamo) |

|                                      |           |                    |
| Migotti 3’ Gorini 45+1’ G. Rossi 83’ | Marcatori | 73’ (rig.) Miltone |

## Statistiche

### Statistiche di squadra
| Competizione | Punti | In casa | In casa | In casa | In casa | In casa | In casa | In trasferta | In trasferta | In trasferta | In trasferta | In trasferta | In trasferta | Totale | Totale | Totale | Totale | Totale | Totale | DR |
| Competizione | Punti | G       | V       | N       | P       | Gf      | Gs      | G            | V            | N            | P            | Gf           | Gs           | G      | V      | N      | P      | Gf     | Gs     | DR |
| ------------ | ----- | ------- | ------- | ------- | ------- | ------- | ------- | ------------ | ------------ | ------------ | ------------ | ------------ | ------------ | ------ | ------ | ------ | ------ | ------ | ------ | -- |
| Serie B      | 30    | 17      | 9       | 4       | 4       | 24      | 11      | 17           | 2            | 4            | 11           | 15           | 33           | 34     | 11     | 8      | 15     | 39     | 44     | -5 |

### Statistiche dei giocatori
| Giocatore      | Serie B  | Serie B |
| Giocatore      | Presenze | Reti    |
| -------------- | -------- | ------- |
| A.Abriani      | 20       | 3       |
| R.Bollea       | 2        | 0       |
| G. Brezzi      | 31       | 1       |
| E. Engel       | 31       | 6       |
| T.Fortina      | 23       | 9       |
| E. Giannone    | 32       | 0       |
| P. Lavè        | 34       | 0       |
| D. Locatelli   | 29       | 6       |
| M. Miltone     | 34       | 4       |
| R. Mottola     | 31       | 0       |
| G. Panetta     | 5        | 0       |
| M. Pellarin    | 24       | 5       |
| F. Plemich     | 25       | 1       |
| C.Pranzo       | 4        | 0       |
| R. Tana        | 17       | 3       |
| O.Varola       | 3        | 0       |
| I. Zamberletti | 29       | 0       |